# Tony Carreira
Tony Carreira (* 30. Dezember 1963 in Armadouro, Gemeinde Cabril, Kreis Pampilhosa da Serra; vollständiger Name António Manuel Mateus Antunes) ist ein portugiesischer Sänger.

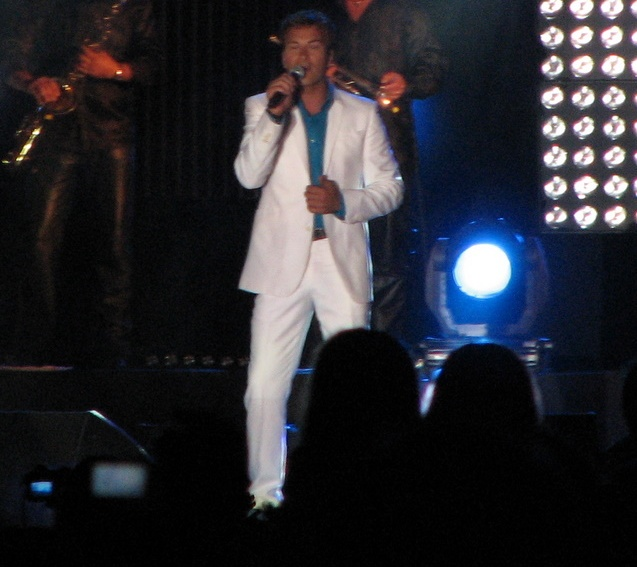
Tony Carreira Live in Lagoa (Algarve), Algarve, Portugal.

## Biographie
Tony Carreira entschloss sich 1988 für eine Künstlerkarriere. Eine Studioaufnahme für das erste Album entstand mit dem französischen Produzenten Patrick Oliver. Im gleichen Jahr beteiligte er sich am Wettbewerb Prémio Nacional de Música in Figueira da Foz mit dem Lied Uma Noite a Teu Lado, einem der acht Lieder zur Auswahl für das Festival da Canção in diesem Jahr. Das Lied wurde von Transmédia als Single veröffentlicht.
1990 unterschrieb er einen dreijährigen Plattenvertrag mit dem Label Discossete. Die erste CD für das Plattenlabel wurde 1991 mit dem Titel É Verão Portugal aufgenommen. Das Lied Meu Herói Pequeno, das Carreiras erstem Sohn gewidmet ist, wurde dank des Moderators Carlos Ribeiro oft im Radio gespielt.
1992 wurde die CD Canta Canta Portugal veröffentlicht. Der fehlende Erfolg führte jedoch zum Ende des Vertrags mit dem Label.
Ein Jahr später wurde ein Vertrag mit dem Label Espacial geschlossen. Die CD Português de Alma e Coração entstand. Eines der Lieder auf dem Album ist A Minha Guitarra, das wieder von Erfolg gekrönt war. Im gleichen Jahr traf Carreira auf Dino Meira. Dem populären Sänger in Freundschaft verbunden, widmete er Adeus Amigo, das 1994, im Jahr nach dessen Ableben, veröffentlicht wurde.
Das Lied Ai Destino, geschrieben 1995, ist charakteristisch für seinen romantischen Stil und abermals von Erfolg gekrönt. 1996 erschien das Album Adeus Até Um Dia. Carreira beteiligte sich in diesem Jahr auch an der Aufnahme zu Mãe Querida, an dem auch viele andere Sänger (zum Beispiel Sérgio e Madi) mitwirkten.
Im folgenden Jahr, 1997, erschien das Album Coração Perdido. Zum Titel Sonhos de Menino wurde ein Video in seinem Heimatdialekt Armadouro gedreht.
Im zehnten Jahr seiner Karriere erschien das Album Sonhador, Sonhador.
Das Jahr 1999 brachte einen Wendepunkt in seiner Karriere. Er begann, sich den Balladen zu widmen. Es erschien das Album Dois Corações Sozinhos, das Lieder wie Depois de Ti (Mais Nada) enthält. Er wurde mit dem Award des TVI für die beste männliche Interpretation und das beste romantische Lied geehrt.
Im Januar 2000 trat er im Olympia in Paris auf. Seine Show wurde aufgezeichnet, was sich in der Edition des Albums Tony Carreira ao vivo no Olympia niederschlug. Es erreichte in der portugiesischen Liste der bestverkauften Alben 37 Mal den ersten Platz. Auch 2001 gastierte er wieder mit großem Erfolg im Olympia.
2002 brachte dem Sänger ein Konzert im Lissaboner Coliseu dos Recreios unter dem Namen Cantor de Sonhos.
Das 15-jährige Karrierejubiläum (2003) wurde mit einem großen Konzert im Pavilhão Atlântico in Lissabon gefeiert. Das Konzert wurde unter dem Namen 15 anos de Canções – Ao Vivo No Pavilhão Atlântico auf CD und DVD veröffentlicht und erhielt dreifach Platin.
Ein Album mit unveröffentlichten Liedern erschien 2004. Besonders häufig werden Titel daraus bei Vidas Proibidas, einer portugiesischen Telenovela gespielt.
Im Mai 2006 gab Carreira ein Konzert im Pavilhão Atlântico, das bereits Wochen zuvor ausverkauft war. Im selben Jahr, im September, gab er ein Konzert in Carcavelos zur Unterstützung der lokalen Freiwilligen Feuerwehr.
Mitte Dezember 2006 erschien ein Album mit dem Titel A Vida Que Eu Escolhi, bestehend aus Original-Songs, nach dem vermutlichen Höhepunkt seiner Karriere als Dichter und Sänger von Liebesliedern. Dieses Album erreichte Doppel-Platin in den Vorverkäufen und im Jahr 2007 siebenfach Platin.
Zu seiner 20-jährigen Karriere präsentierte er sich der Öffentlichkeit im März 2008 mit zwei aufeinander folgenden Konzerten im Pavilhão Atlântico, die beide ausverkauft waren.
Im Jahr 2008 wurden Plagiats-Vorwürfe gegen Tony Carreira erhoben. Der aufsehenerregendste war der Fall Depois de Ti (Mais Nada), das ein Plagiat von Después de Ti, Qué? von Cristian Castro, einem mexikanischen Sänger, sein soll. Auch das Lied Sonhos de Menino soll angeblich ein Plagiat sein, und zwar von L'Idiot des Sängers Hervé Vilard. Esta falta de ti soll ein Plagiat von Toi qui manques à ma vie der Sängerin Natasha St. Pier sein.
2008 erschien außerdem ein Album von Carreira mit dem Titel O Homem Que Sou, das Platz 1 der portugiesischen Charts erreichte und mit siebenfach Platin ausgezeichnet wurde.
Im Jahr 2014 veröffentlichte Tony Carreira das Album Nos fiançailles France Portugal, auf dem bekannte französischsprachige Sängerinnen wie Natasha St-Pier, Lisa Angell, oder Anggun mitwirken.
Tony Carreira ist geschieden und Vater von drei Kindern. Seine Söhne David und Mickael sind ebenfalls Sänger. Seine Tochter Sara trat 2013 mit ihrem Vater gemeinsam als Sängerin auf.

## Diskografie

### Studioalben
| Jahr | Titel                           | Höchstplatzierung, Gesamtwochen, AuszeichnungChartplatzierungen (Jahr, Titel, Platzierungen, Wochen, Auszeichnungen, Anmerkungen) | Höchstplatzierung, Gesamtwochen, AuszeichnungChartplatzierungen (Jahr, Titel, Platzierungen, Wochen, Auszeichnungen, Anmerkungen) | Höchstplatzierung, Gesamtwochen, AuszeichnungChartplatzierungen (Jahr, Titel, Platzierungen, Wochen, Auszeichnungen, Anmerkungen) | Höchstplatzierung, Gesamtwochen, AuszeichnungChartplatzierungen (Jahr, Titel, Platzierungen, Wochen, Auszeichnungen, Anmerkungen) | Anmerkungen                            |
| Jahr | Titel                           | PT | FR | BEW | CH | Anmerkungen                            |
| ---- | ------------------------------- | --- | --- | --- | --- | -------------------------------------- |
| 1999 | Dois corações sozinhos          | PT29 (1 Wo.)PT | — | — | — | Espacial Charteinstieg in PT erst 2009 |
| 2002 | Passionita Lolita               | — | FR122 (2 Wo.)FR | — | — | POMME                                  |
| 2004 | Vagabundo por amor              | PT2 ×5Fünffachplatin · (54 Wo.)PT                                                                                                 | — | — | — | Espacial                               |
| 2006 | A vida que eu escolhi           | PT1 ×7Siebenfachplatin · (64 Wo.)PT                                                                                               | — | — | — | Espacial                               |
| 2008 | O homem que sou                 | PT1 ×7Siebenfachplatin · (78 Wo.)PT                                                                                               | — | — | — | Farol                                  |
| 2010 | O mesmo de sempre               | PT1 ×5Fünffachplatin · (58 Wo.)PT                                                                                                 | — | — | — |                                        |
| 2014 | Sempre                          | PT1 (46 Wo.)PT | — | — | — | Farol                                  |
| 2014 | Nos fiançailles France/Portugal | — | FR4 (31 Wo.)FR | BEW27 (19 Wo.)BEW | CH40 (5 Wo.)CH | Sony Music Smart                       |
| 2016 | Mon Fado                        | — | FR15 (17 Wo.)FR | BEW66 (6 Wo.)BEW | CH93 (1 Wo.)CH |                                        |
| 2017 | Sempre Mais                     | PT1 Platin · (65 Wo.)PT | — | — | — |                                        |
| 2017 | Le cœur des femmes              | — | FR18 (13 Wo.)FR | BEW69 (17 Wo.)BEW | CH26 (5 Wo.)CH |                                        |
| 2018 | As cançoes das nossas vidas     | PT1 Platin · (112 Wo.)PT | — | — | — |                                        |
| 2021 | Recomeçar                       | PT1 Gold · (43 Wo.)PT | — | — | — |                                        |

grau schraffiert: keine Chartdaten aus diesem Jahr verfügbar
Weitere Studioalben
- 1991: É verão Portugal (Discossete)
- 1992: Canta canta Portugal (Discossete)
- 1993: Português de alma e coração (Espacial)
- 1994: Adeus amigo (Espacial)
- 1995: Ai destino (Espacial)
- 1996: Adeus até um dia (Espacial)
- 1997: Coração perdido (Espacial)
- 1998: Sonhador, sonhador (Espacial)
- 2001: Cantor de sonhos (Espacial)

### Livealben
| Jahr | Titel                                              | Höchstplatzierung, Gesamtwochen, AuszeichnungChartplatzierungen (Jahr, Titel, Platzierungen, Wochen, Auszeichnungen, Anmerkungen) | Höchstplatzierung, Gesamtwochen, AuszeichnungChartplatzierungen (Jahr, Titel, Platzierungen, Wochen, Auszeichnungen, Anmerkungen) | Höchstplatzierung, Gesamtwochen, AuszeichnungChartplatzierungen (Jahr, Titel, Platzierungen, Wochen, Auszeichnungen, Anmerkungen) | Höchstplatzierung, Gesamtwochen, AuszeichnungChartplatzierungen (Jahr, Titel, Platzierungen, Wochen, Auszeichnungen, Anmerkungen) | Anmerkungen |
| Jahr | Titel                                              | PT | FR | BEW | CH | Anmerkungen |
| ---- | -------------------------------------------------- | --- | --- | --- | --- | ----------- |
| 2003 | 15 anos de canções - Ao vivo no Pavilhão Atlântico | PT2 ×3Dreifachplatin · (48 Wo.)PT                                                                                                 | — | — | — | Espacial    |
| 2006 | Ao vivo no Coliseu                                 | PT3 ×2Doppelplatin · (30 Wo.)PT                                                                                                   | — | — | — | Espacial    |
| 2013 | 25 anos                                            | PT1 (54 Wo.)PT | — | — | — | Meo Arena   |

Weitere Livealben
- 2000 Ao vivo no Olympia (Espacial)

### Kompilationen
| Jahr | Titel                                 | Höchstplatzierung, Gesamtwochen, AuszeichnungChartplatzierungen (Jahr, Titel, Platzierungen, Wochen, Auszeichnungen, Anmerkungen) | Höchstplatzierung, Gesamtwochen, AuszeichnungChartplatzierungen (Jahr, Titel, Platzierungen, Wochen, Auszeichnungen, Anmerkungen) | Höchstplatzierung, Gesamtwochen, AuszeichnungChartplatzierungen (Jahr, Titel, Platzierungen, Wochen, Auszeichnungen, Anmerkungen) | Höchstplatzierung, Gesamtwochen, AuszeichnungChartplatzierungen (Jahr, Titel, Platzierungen, Wochen, Auszeichnungen, Anmerkungen) | Anmerkungen |
| Jahr | Titel                                 | PT | FR | BEW | CH | Anmerkungen |
| ---- | ------------------------------------- | --- | --- | --- | --- | ----------- |
| 2008 | Best of - 20 anos de canções          | PT2 ×2Doppelplatin · (33 Wo.)PT                                                                                                   | — | — | — | Espacial    |
| 2010 | Reste - Best of                       | — | FR116 (3 Wo.)FR | — | — |             |
| 2011 | Best of - 20 anos de canções - Vol. 2 | PT4 Platin · (52 Wo.)PT | — | — | — |             |
| 2012 | Essencial                             | PT1 ×4Vierfachplatin · (63 Wo.)PT                                                                                                 | — | — | — |             |

### Videoalben
- 2003: Ao vivo no Pavilhão Atlântico (PT: ×2Doppelplatin )[10]